# Enicospilus gracilis
Enicospilus gracilis là một loài tò vò trong họ Ichneumonidae.